# دانشسرای مقدماتی پسران (اهواز)
دانشسرای مقدماتی پسران مربوط به دوره پهلوی اول است و در اهواز، باغ معین واقع شده و این اثر در تاریخ ۲۵ اسفند ۱۳۷۸ با شمارهٔ ثبت ۲۶۰۵ به‌عنوان یکی از آثار ملی ایران به ثبت رسیده است.
دانشسرای مقدماتی اهواز در سال 1317 در کنار باغ معین تاسیس شد که اولین مدیر آن دکتر محمد معین بود؛ شخصی که لغت نامه دهخدا را تکمیل و به چاپ رساند. وی مولف فرهنگ معین است.